# 閉じこもり
閉じこもり（とじこもり 英：Housebound）とは、広義には外出頻度の極端に低い生活態度を指すが、本項では高齢者の生活空間の狭小化について述べる。

## 概要
人は高齢期に入ると、体が思うように動かなくなるなどの身体的な要因や、親しい人を喪ったり、社会での役割を喪失したと感じるなどの心的な要因、立地や経済的なゆとりがないなどの環境的な要因などにより、自ら活動範囲を狭くしてしまう場合がある。自宅に閉じこもり社会的孤立状態が続くと、孤独感やストレスが高まり、うつ病や認知症の発生リスクが高まる。また、低栄養や体を動かさない生活が続くことで身体機能が衰え、歩行困難などの廃用症候群が生じることでさらに外出頻度が低下し、最終的には寝たきりへと進行すると考えられている。一例として、2000年に65歳以上の在宅高齢者を対象として行われた追跡調査では、30か月後に要介護に移行した率が非閉じこもりグループが7.4パーセントだったのに対し、閉じこもりがちなグループは25.0パーセントと有意な差を示している。
閉じこもりから寝たきりに移行する現象は、家庭内の役割を担うことが多く、買い物に出かける頻度の高い女性よりも、男性の方が出現率が高く、畳の上で転がったまま生活できる環境や、玄関と寝室が異なる階にあるなど、家の間取りとの関連も指摘されている。

## 閉じこもり現象の研究・対策
1984年に竹内孝仁は、脳卒中による障害によって外出頻度が低下した結果、廃用症候群から寝たきりに至る問題を指摘し、高齢者の閉じこもり現象を「閉じこもり症候群」と名付けた。以来、日本の老年医学などで閉じこもり現象に関する研究が進められ、厚生労働省は介護予防の方策のひとつとして「閉じこもり予防・支援マニュアル」を発行している。
閉じこもりの定義は研究者によってさまざまだが、厚生労働省では、スクリーニングテストで寝たきりではないにもかかわらず「週に1回以上外出していますか」という質問に「いいえ」と回答した人を閉じこもりのおそれのある人と規定している。閉じこもりはHouseboundと訳されるが、日本の研究では「閉じこもり」は寝たきり予備群として捉えられているのに対し、海外の「Housebound」の概念には寝たきりや要介護になった状態も含まれるのが一般的である。